# Generał Sikorski (pociąg pancerny)
Pociąg Pancerny „Generał Sikorski” – pociąg pancerny Wojska Polskiego II Rzeczypospolitej Polskiej.
4 marca 1920 r. Grupa Poleska rozpoczęła natarcie na Mozyrz i Kalinkowicze. 6 marca do Kalinkowicz przybyła 3 bateria 9 pułku artylerii polowej porucznika Witolda Andruszewicza. Na stacji kolejowej Kalinkowicze, dowódca baterii zaimprowizował „pancerkę” sadowiąc jedno z dział na platformie kolejowej. Pancerka dowodzona przez podporucznika Czesława Obtułowicza razem z I batalionem 35 pułku piechoty kapitana Leona Grota wzięła udział w wypadzie, w kierunku na Rzeczycę. Na stacji kolejowej Babicze grupa kapitana Grota zastała porzucony przez bolszewików pociąg pancerny. Pociąg ten został ewakuowany do Pińska i tam, w warsztatach kolejowych, naprawiony oraz uzbrojony.
Zdobyczny pociąg otrzymał nową nazwę „Generał Sikorski” na cześć Władysława Sikorskiego. W  kwietniu 1920 wszedł do służby pod dowództwem podporucznika Stanisława Pochopnia. W czasie walk dowódca pociągu został ranny. Na stanowisku zastąpił go podporucznik Wacław Ryb, który poległ 10 maja 1920 pod Rzeczycą. Kolejnym dowódcą pociągu został 23 maja 1920 r. porucznik Zygmunt Ropelewski. W czerwcu 1920 pociąg został zniszczony w bitwie nad rzeką Sławeczną, a załoga przeniesiona do pociągów pancernych „Kaniów” i nr 19 „Podhalanin”.